# 阿尔塔苏
阿尔塔苏（西班牙語：Artazu）是西班牙纳瓦拉的一个市镇。总面积6平方公里，总人口105人（2001年），人口密度18人/平方公里。